# Viveka Babajee
Viveka Babajee (Port Louis, Mauricio, 27 de mayo de 1973 – Bombay, Maharashtra, India, 25 de junio de 2010 ) fue una modelo, actriz y Miss Mundo india.

## Biografía
Viveka Babajee nació en Mauricio en 1973. Era la menor de cuatro hermanas. Su madre era de Maharashtra, nacida en Hyderabad. Llegó a la India a mediados de los noventa.

## Carrera
Inició su carrera al ser consagrada Miss Mundo en 1993 y un año más tarde candidata a Miss Universo 1994 representando a Mauricio.
Bebajee logró después un gran éxito en la India protagonizando su famoso anuncio comercial de preservativos Kamasutra.
También apareció en vídeos musicales de Daler Mehndi como "Boom Boom" y de Harbhajan Mann como "Hai meri billo". También alcanzó el éxito con su empresa, Eventos Cream, durante el año 2009 con su entonces novio y socio de negocios, Kartikeya Putra. Más tarde, debido a diversas cuestiones, rompió todos los lazos con 'eventos Cream'.
Como modelo, Viveka desfiló para casi todos los diseñadores más destacados del país como Ritu Kumar, Ritu Beri, Abu Jani y Sandeep Khosla, Rohit Bal, Varma Suneet, Valaya JJ, Tahiliani Tarun, entre muchos otros.
En enero de 2010, decidió emprender su propio negocio de gestión de eventos y de hecho se había iniciado satisfactoriamente con proyectos que incluyeron un espectáculo de Arjun Khanna en el Taj Colaba.
Su compañía fue nombrada ENT VIBGYOR (Estilo de vida y Eventos Boutik). La palabra VIBGYOR es un acrónimo de los siete colores del arco iris (violeta, índigo, azul, verde, amarillo, naranja y rojo).
También incursionó en el mundo cinematográfico al debutar con el papel de "Priya Thakral" en Mohabbat Yeh Kaisi, coprotagonizada por Deeksha y Krishna. La película fue lanzada en el año 2002. Aunque no le fue bien en la taquilla, el rendimiento de Viveka no pasó desapercibido.

## Suicidio
Viveka Babajee se suicidó colgándose de un ventilador de techo en su apartamento el 25 de junio de 2010 en Bombay. Informes de la policía constataron que su acto tenía que ver con una profunda depresión. La última página de su diario íntimo, que se encontró al lado de su cadáver, tenía un mensaje escrito que decía:

"Tú me mataste, Gautam Vohra".

 Algunas de las teorías no comprobadas dijeron que ella se deprimió al romper con su novio, Gautam Vohra.